# Dworek Laszczyków w Kielcach
Dworek Laszczyków – jeden z najcenniejszych zabytków Kielc znajdujący się na południowym stoku Wzgórza Zamkowego przy ulicy Jana Pawła II. Jest to ostatni drewniany budynek tego typu w mieście, a jego historia sięga ponad 200 lat.
Budowniczym obiektu jest Jakub Jaworski, ostatni starosta biskupi, który, zgodnie z zawartą 7 marca 1788 r. umową z dziekanem Kolegiaty Kieleckiej – ks. Jerzym Dobrzańskim, wydzierżawił teren i wzniósł dworek wraz z budynkami gospodarczymi.
Obiekt postawiono z modrzewia na kamienno-ceglanym podmurowaniu i przykryto wysokim czterospadowym dachem łamanym pokrytym pojedynczym gontem. Przed frontem budynku znajdował się prowadzący do ciemnej sieni ganek. Od strony ogrodu do budynku przylegały dwa kamienne lamusy. Wewnątrz budowli znajdowały się cztery pokoje. Obok głównego budynku (który jako jedyny pozostał), w części południowo-wschodniej znajdowała się oficyna mieszkalna o podobnych gabarytach, a po stronie zachodniej mieścił się chlewik oraz dwie kloaki i drwalnia. W północno-wschodnim narożniku stały wozownia, stajenka i komórka. Na terenie posesji znajdował się także ogród owocowy. Przed wejściem do głównego budynku zlokalizowana była studnia, która została zasypana, gdy w okresie powojennym doprowadzono bieżącą wodę i gaz oraz skanalizowano obiekt.
Obecny wygląd budynku jest wynikiem remontów i przebudów prowadzonych w XIX, XX oraz XXI wieku. Aktualnie wnętrza dworu zostały przeznaczone na cele wystawiennicze.
Koło dworku przechodzi  czerwony szlak miejski prowadzący przez zabytkowe i ciekawe turystycznie miejsca miasta Kielce.

## Właściciele
- 1788–1792 – Jakub Jaworski.
- 1792–1818 – Anna Jaworska z Jakubowskich (małżonka zmarłego Jakuba Jaworskiego).
- 1818–1866 – Anna Kwiatkowska (córka Jaworskich)
- 1866–1904 – Justyna z Karpińskich Lewandowska
- 1904–1909 – Wacław Lewandowski i Leonarda Hübner (dzieci Justyny Lewandowskiej)
- 1909–1911 – Wacław Lewandowski, ks. Włodzimierz Hübner i Jadwiga Tekla Hübner
- 1911–1976 – rodzina Laszczyków
- 1976–1988 – ZOZ Kielce
- 1988 – obecnie – siedziba Muzeum Wsi Kieleckiej w Kielcach